# Pleurotomaria exaltata
Pleurotomaria exaltata is een fossiele slakkensoort uit de familie van de Pleurotomariidae. De wetenschappelijke naam van de soort is voor het eerst geldig gepubliceerd in 1842 door d’Archiac en de Verneuil.